# 红头金石斛
红头金石斛（学名：Flickingeria calocephala）为兰科金石斛属下的一个种。